# 한국펫고등학교
한국펫고등학교(韓國펫高等學校)는 대한민국 경상북도 봉화군 봉화읍 내성리에 있는 사립 고등학교이다.

## 학교 연혁
- 1974년 6월 7일 : 학교법인 유경재단 설립인가(강주원 이사장 취임)
- 1974년 12월 27일 : 봉화종합고등학교 설립인가(인문과 6, 상과 3 계 9학급)
- 1975년 3월 3일 : 개교식 및 초대 강성득 교장 취임
- 1977년 5월 3일 : 기숙사 완공 (1988. 03. 01 폐관)
- 1978년 12월 20일 : 본관 3층 공사 완료
- 1990년 10월 18일 : 학칙 변경(보통과 남여 6, 회계과 남여 12, 계 15학급)
- 1993년 3월 1일 : 봉화상업고등학교로 교명 변경
- 1999년 3월 1일 : 봉화정보고등학교로 교명 변경
- 2001년 3월 1일 : 경북인터넷고등학교로 교명 변경
- 2002년 7월 31일 : 제1생활관 (이룸) 준공
- 2004년 9월 16일 : 유경교육재단 제2대 강성삼 이사장 취임
- 2019년 3월 1일 : 한국펫고등학교로 교명 변경
- 2019년 3월 1일 : 다목적 강당 준공
- 2019년 3월 1일 : 학칙변경(반려동물과 남녀3, 경영서비스과 남녀3 계 6학급)
- 2020년 3월 1일 : 학칙 변경(반려동물과 남녀3, 반려동물뷰티케어과 남녀 3, 계 6학급)
- 2020년 3월 1일 : 제9대 김동상 교장 취임
- 2020년 3월 20일 : 반려동물교육센터 (펫누리) 준공
- 2020년 9월 1일 : 제2생활관 (다움) 준공
- 2021년 2월 22일 : 방음벽 및 다목적 운동장 준공
- 2024년 1월 4일 : 제47회 42명 졸업(총 5,101명)
- 2024년 3월 1일 : 급식실 준공

## 설치 학과
- 반려동물매니지먼트과
- 반려동물과
- 반려동물뷰티케어과

## 참고 자료
- 한국펫고등학교 - 한국교육학술정보원 학교알리미